# John Gaines Miller
John Gaines Miller (* 29. November 1812 in Danville, Kentucky; † 11. Mai 1856 bei Marshall, Missouri) war ein US-amerikanischer Politiker. Zwischen 1851 und 1856 vertrat er den Bundesstaat Missouri im US-Repräsentantenhaus.

## Werdegang
John Miller besuchte die öffentlichen Schulen seiner Heimat sowie das Centre College in Danville. Nach einem anschließenden Jurastudium wurde er im Jahr 1834 als Rechtsanwalt zugelassen. Ein Jahr später zog er nach Boonville in Missouri, wo er als Mitglied der Whig Party eine politische Laufbahn begann. Im Jahr 1840 schaffte er den Einzug in das Repräsentantenhaus von Missouri.
Bei den Kongresswahlen des Jahres 1850 wurde Miller im dritten Wahlbezirk von Missouri in das US-Repräsentantenhaus in Washington, D.C. gewählt, wo er am 4. März 1851 die Nachfolge von James S. Green antrat. Nach zwei Wiederwahlen konnte er bis zu seinem Tod am 11. Mai 1856 im Kongress verbleiben. Seit 1853 vertrat er dort als Nachfolger von John S. Phelps den fünften Distrikt seines Staates. Nach der Auflösung der Whigs schloss sich Miller der kurzlebigen Opposition Party an, als deren Kandidat er im Jahr 1854 wiedergewählt wurde. Während seiner Zeit als Kongressabgeordneter wurde im US-Repräsentantenhaus vor allem über die Probleme im Vorfeld des Bürgerkrieges diskutiert. Dabei ging es vor allem um die Frage der Sklaverei und die Rechte der Einzelstaaten gegenüber der Union. Nach einer Nachwahl fiel Millers Abgeordnetenmandat an Thomas Peter Akers von der American Party.